# Ma'a Nonu
Ma'a Allan Nonu (21 de mayo de 1982 en Wellington, Nueva Zelanda) es un rugbista profesional de Nueva Zelanda. Nonu juega en el RC Toulon, del Top 14 como medical joker y se desempeña en la posición de centro.

## Antecedentes
Nonu ha sido conocido por sus rastas rubias y por su explosividad en carreras de ataque y regularmente rompe la línea defensiva a gusto y por sus peligrosos placajes. El entrenador Graham Henry lo ha descrito como el mejor linebreaker.
Se ha destacado de Nonu que tiene unas similares habilidades de ataque que el anterior centro neozelandés Tana Umaga. Como Umaga, es un excepcional corredor de crash ball que sobresale a la hora de romper la línea y crear espacio para sus compañeros. En 2005, Henry describió a Nonu como un «joven Tana», subrayando la impresión de que estaba siendo cuidado como sucesor de Umaga. Esta comparación ha sido confirmada en tiempos recientes por Wayne Smith.

## Carrera

### Primeros años
Nonu acudió a la escuela primaria de Strathmore Park en Wellington, luego al Rongotai College en Wellington. A nivel de club representó al Oriental Rongotai.
Jugó para Wellington Secondary Schools en 1999–2000 y Wellington Under 19s en 2001.[cita requerida] También jugó rugby league de joven.[cita requerida]

### Carrera profesional y los All Blacks
Hizo su debut provincial para Wellington en el 2002 y debutó con los Hurricanes en el Super 12 de 2003. Jugó con los Sevens de Nueva Zelanda en 2004. Debutó con los All Blacks el 14 de julio de 2003, comenzando como centro en una derrota 15-13 contra Inglaterra.
Nonu fue seleccionado para la Copa Mundial de Rugby de 2003 y jugó en la fase de grupos contra Canadá, Italia y Tonga. Marcó su primer ensayo contra Canadá y no fue seleccionado para la segunda fase.
Volvió a la competición jugando por Wellington en el NPC de 2004, y jugó como suplente en los cuatro partidos de los All Blacks, invictos, en el tour de fin de año en Europa.
Nonu jugó de ala durante la mayor parte del Super 12 de 2005, como compañero de medio campo de Umaga. Entre sus participaciones sobresalientes, marcó un triplete contra los campeones del Super 12 de 2004, los Brumbies. Nonu jugó en el segundo test contra los British and Irish Lions en 2005 como suplente, reemplazando a Sitiveni Sivivatu. 
Fue promovido a la capitanía de los Wellington Lions en la NPC de 2005. Se estableció como uno de los corredores de medio campo más peligrosos. Fue seleccionado para el tour Grand Slam de los All Blacks en 2005, jugando los tests como un sustituto contra Gales y Escocia, y ganando su tercer test contra Irlanda. Fue citado por un supuesto placaje peligroso contra Brian O'Driscoll durante el test contra irlanda, pero más tarde lo libraron del cargo.
En el partido contra Argentina del 28 de septiembre de 2013 marcó un récord 50.º juego internacional en combinación con Conrad Smith.
En 2015 fue seleccionado para formar parte de la selección neozelandesa que participó en la Copa Mundial de Rugby de 2015. Nonu anotó un ensayo en la victoria de su equipo 47-9 sobre Tonga, en lo que era su partido n.º 100 con los All Blacks. Formó parte del equipo que ganó la final de la Copa Mundial, a Australia 17-34, Ma’a Nonu anotó el segundo de los tres ensayos de su equipo. colaborando para que Nueva Zelanda entrara en la historia del rugby al ser la primera selección que gana el título de campeón en dos ediciones consecutivas.

### Palmarés y distinciones notables
- Torneo de las Tres Naciones: 2008, 2010
- Rugby Championship: 2012, 2013 y 2014
- Copa del Mundo de Rugby de 2011 y 2015

## Vida personal
En un corto videoclip, Ma'a Nonu comentó que le gusta el surf y jugar a las cartas en su tiempo libre. Mientras está fuera de temporada, le gusta tejer.